# 디스크 이미지
디스크 이미지(Disk image)는 기록 미디어 안에 있는 내용이 저장된 파일을 가리킨다. 이러한 디스크 이미지는 일부 압축 프로그램을 사용하여 압축 파일을 풀듯이 풀 수도 있으며, 별도의 가상 CD/DVD 소프트웨어를 이용하여 마치 실제 CD/DVD 미디어를 사용하는 것처럼 에뮬레이트하는 데 쓸 수도 있다. 이러한 이미지를 드라이브에서 사용하는 것을 마운트라고 한다. 플로피 디스크 이미지의 경우 램 디스크를 사용할 수도 있다.

## 역사
디스크 이미지는 본래 (1960년대 말) 메인프레임 디스크 매체의 백업 및 디스크 복제에 사용되었으며, 작은 것은 5 메가바이트에서부터 큰 것은 330 메가바이트에 이르렀고, 복사 매개체는 자기 테이프로서 한 릴(reel)에 200 메가바이트만큼 수행할 수 있었다. 디스크 이미지는 플로피 디스크 미디어가 대중화되면서 훨씬 더 대중화되었다.

## 디스크 이미지를 다루는 소프트웨어
- 압축 프로그램
  - 알집
  - 데카
  - 집+
  - 빵집
  - WinRAR
  - 반디집
- 가상 CD/DVD 소프트웨어
  - 시디스페이스
  - 데몬 툴스
  - 알콜 120%, 알콜 52%
  - 매직 디스크(Magic Disk)
  - 심디스크(SimDisk)
  - 버추얼CD (일본어: CD革命)
  - 버추얼 드라이브
  - 참고: 윈도우 8, 유닉스 계열 운영 체제에서는 ISO 이미지 파일을 별도의 프로그램 없이 바로 에뮬레이트하여 쓸 수 있다.
  - 참고: 윈도우 8, 윈도우 7은 디스크 관리를 이용하여 VHD를 마운트 할 수 있다.
- 이미지 백업·복구 프로그램
  - 노턴 고스트
  - 파워퀘스트 드라이브 이미지
  - 클론넷

## 디스크 이미지 형식
흔히 쓰이는 가상 디스크 이미지는 다음과 같다.

### 광학 디스크
- ISO: 표준 ISO9660 이미지. 수많은 CD/DVD 라이팅 도구를 사용하여 만들 수 있다.
- BIN,CUE: CDRWIN 이미지 파일.
- CCD, SUB, IMG: 클론 시디에서 만든 시디 이미지 파일.
- DVD+000: 클론 시디에서 만든 DVD 이미지 파일.
- FCD: 버추얼CD(Virtual CD) 이미지 파일.
- VCD: 버추얼드라이브 이미지 파일.
- MDS+MDF: 미디어 서술자 (알콜 120% 표준) 이미지 파일.
- CDI: 디스크 저글러 이미지 파일.
- NRG: 네로 이미지 파일.
- CUE,IMG: CD 머니퓰레이터(Manipulator) 이미지 파일.
- LCD: 시디스페이스에서 사용하는 이미지 파일. (완전한 국제 표준은 아님)
- DMG: 애플사의 맥 오에스 텐에서 사용하는 이미지 파일.

### 자기 디스크
- VHD: 버추어 PC에서 만든 가상 하드 디스크 이미지.
- VFD: 버추어 PC에서 만든 가상 플로피 디스크 이미지.
- IMA: 버추어 플로피 드라이브의 가상 플로피 디스크 이미지.
- DCU: DCU(디스크 복사 유틸리티:Disk Copy Utility)와 DCP의 가상 플로피 디스크 이미지. (DCP의 PC-9800 계열 전용의 도스 응용 프로그램 관련)
- MHL: PC-98용 도스 응용 프로그램 마할리토(MAHALITO)로 만든 가상 플로피 디스크 이미지.

## 같이 보기
- ISO 이미지
- 시동 이미지
- 롬 이미지